# Szabolcsi Gábor
Szabolcsi Gábor (eredeti neve: Fencsák Gábor, 1934-től: Szabolcsi) (Makó, 1921. február 15. – Budapest, 1989. január 18.) magyar kritikus, irodalomtörténész, szerkesztő.

## Életpályája
Édesapja görögkatolikus kántortanító volt. 1931–1939 között a Csanád Vezér Reálgimnázium diákja volt. 1941-ben Gyenge Miklós makói szerkesztőnél 9 darab József Attila kéziratra bukkant. 1944-től az SZTE BTK hallgatója volt. Ekkor szerkesztette a Szegedi Híd című folyóiratot. 1946–1947 között Püski Sándor kiadójának ügynöke volt. 1948-ban doktorált. Ezt követően a szabadművelődés területén dolgozott. 1950-ben a szegedi egyetem irodalomtörténeti tanszékére került. 1952-től a szegedi egyetemi könyvtár munkatársa volt. Még ebben az évben egy népi együttes műsortervébe marosszéki táncokat is felvett, irredentizmus vádjával eltávolították az egyetemről. 1952–1954 között a Szegedi Kenderfonó Gyárban volt fizikai munkás. 1954-ben a Szegedi Városi Tanács V. B. és a Magyar Írók Szövetsége által kiírt pályázaton első lett. Ezt követően a szőregi művelődési otthon igazgatója lett. 1957–1960 között a Délmagyarország című folyóirat szerkesztője volt. 1958–1963 között a szegedi egyetem irodalmi tanszékének adjunktusa volt. 1960-ban a Tiszatáj Irodalmi Kiskönyvtárat is szerkesztette. 1963-tól a fővárosban élt.
Cikkei a Népszabadságban, a Magyar Hírlapban, a Kortársban jelentek meg. Elsősorban József Attila kézirataival, elfelejtett József Attila-szövegekkel foglalkozott.

## Művei
- József Attila és Csongrád megye (összeállította, Szeged, 1955)
- A Szegedi Kenderfonógyár 75 éves története (Szeged, 1958)
- Szeged mai képzőművészete (szerkesztette Krajkó Andrással, Szeged, 1959)
- Szabadtéri játékok múltja, jelene és jövője (Lőkös Zoltánnal és Vaszy Viktorral, Szeged, 1959)
- Iró és valóság (tanulmányok, Szeged, 1960)
- József Attila expresszionizmusának kérdéséhez (Szeged, 1962)
- Farkas Antal: Ünnep készül (szerkesztő, Szeged, 1975)

## Díjai
- A Munka Érdemrend ezüst fokozata (1980)